# David Tyrrell
 (janvier 2022).
Si vous disposez d'ouvrages ou d'articles de référence ou si vous connaissez des sites web de qualité traitant du thème abordé ici, merci de compléter l'article en donnant les références utiles à sa vérifiabilité et en les liant à la section « Notes et références ».
Pour les articles homonymes, voir Tyrrell.
David Tyrell est un médecin britannique, né en 1925 et mort en 2005.
Il a identifié au sein de la Common Cold Unit, la plupart des 200 virus connus, responsables du rhume.
Il est le découvreur des enterovirus.